# I. György cseh király
Podjebrád György (eredeti nevén Jiří z Kunštátu a Poděbrad, Poděbrady, 1420. április 23. – Prága, 1471. március 22.), cseh király, Csehország egyetlen huszita pártból jött királya. Hunyadi Mátyás első apósa.

## A huszita vezér

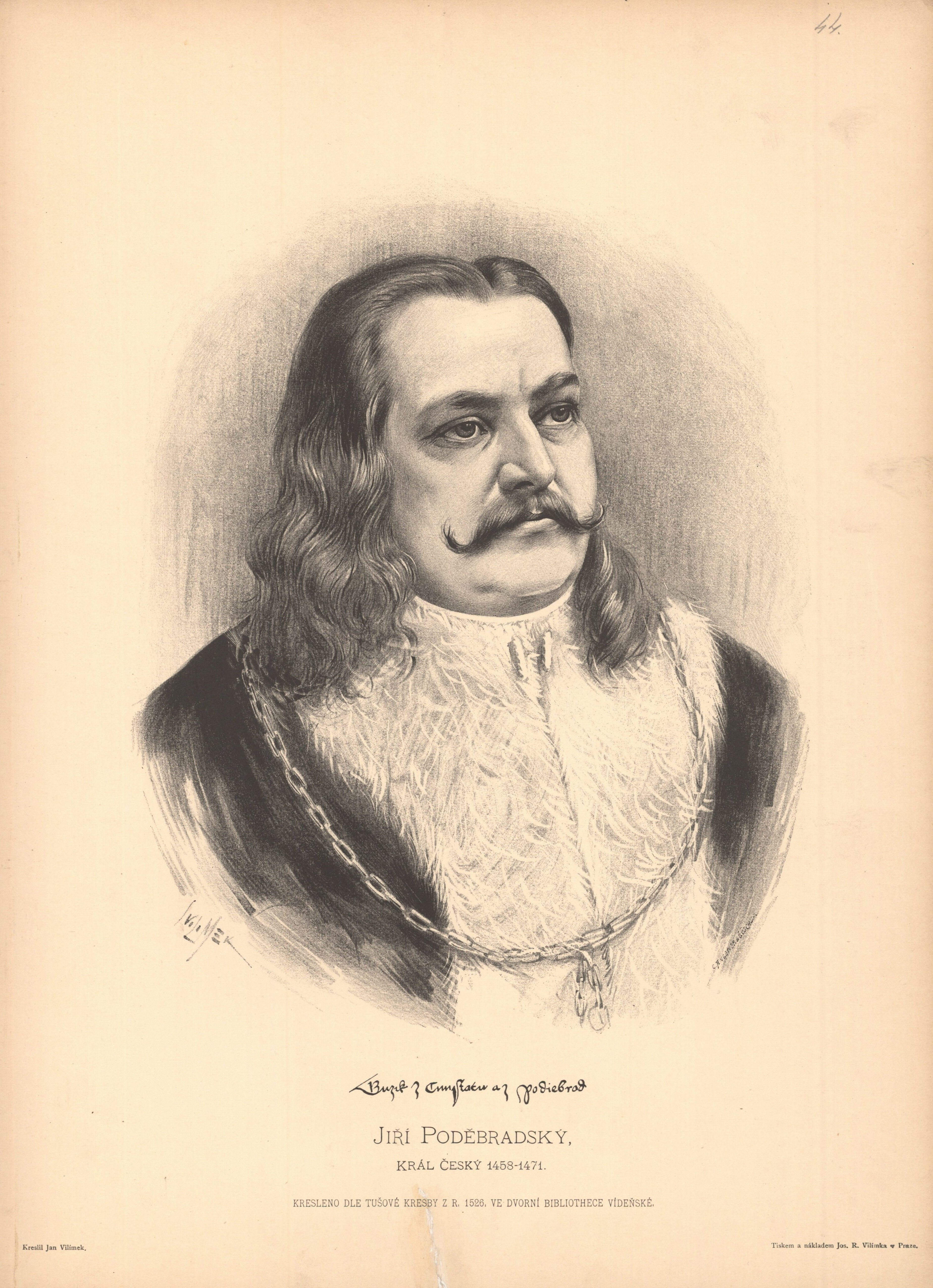
Podjebrád György Jan Vilímek (1860-1938) alkotásában

Régi cseh nemesi családból származott. Amikor Zsigmond király halála után a katolikus főurak 1438-ban Albert osztrák herceget választották királlyá, Podjebrád a huszitákhoz csatlakozott, akik a lengyel Kázmért hívták meg a cseh trónra. Utószülött V. László kiskorúsága alatt a königgrätzi (Hradec Králové) kerület kapitánya lett, majd 1444-ben a huszita párt vezére. 1448-ban meglepte Prágát, kiszorította a katolikus urakat és hivatalnokokat. Prága várkapitányát, Neuhausi (Jindřichův Hradec) Meinhardot fogságba vetette. Ezért Neuhausi Ulrikkal és a katolikus főurakkal háborúba keveredett, mely 1450-ben Meinhard szabadon bocsáttatásával végződött. Ezután Frigyes meisseni grófságot támadta meg, Drezdáig jutott és Gerát is elfoglalta. György 1449-ben özvegyült meg, ikerlányai születése után néhány nappal.

## Csehország királya

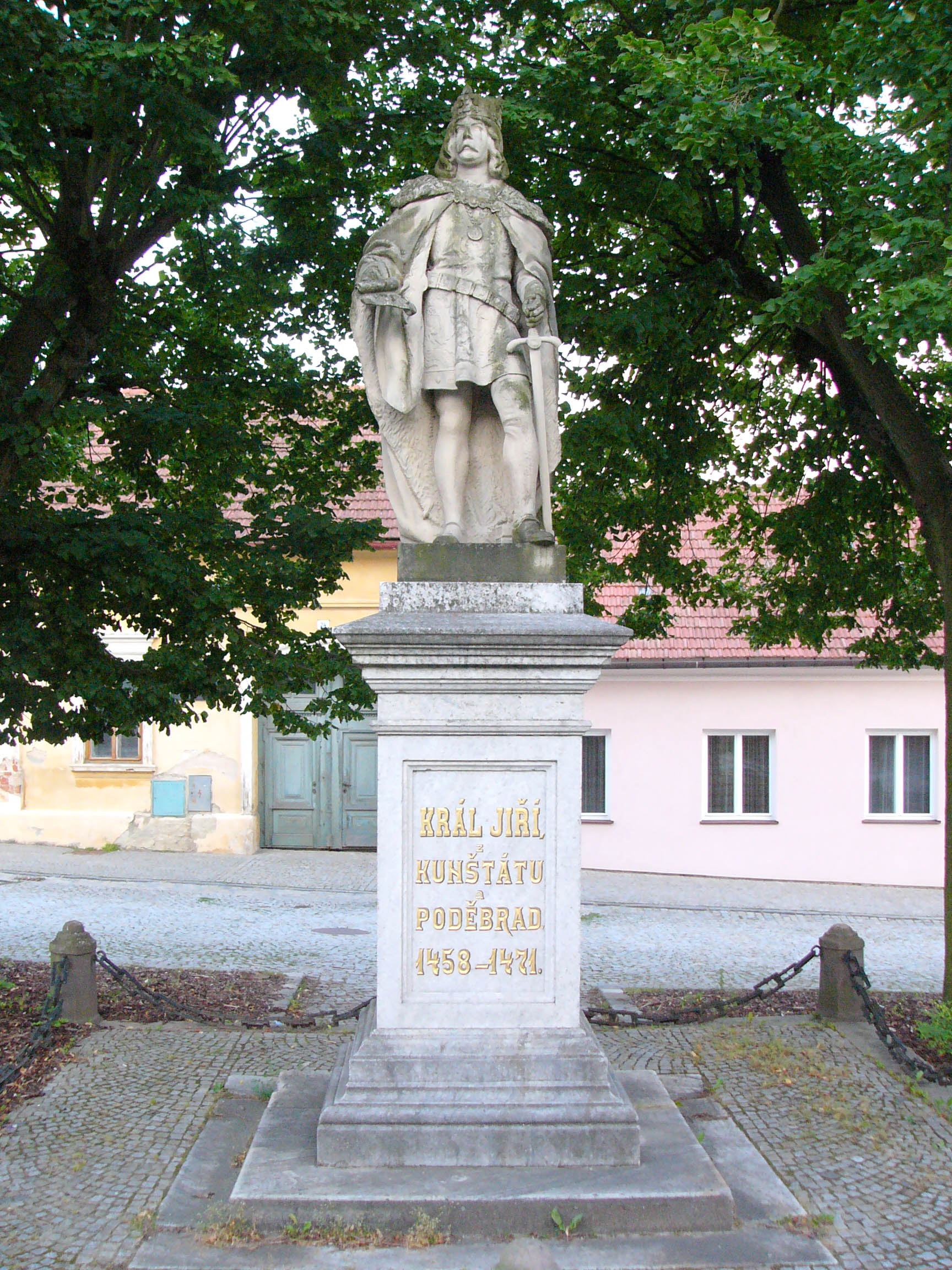
Podjebrád György szobra Kunštátban

1452-ben az egész ország elismerte kormányzónak, és amikor László király 1457-ben meghalt, Podjebrádot 1458. március 2-án királlyá választották. A koronázást azonban csak úgy érte el, hogy titokban áttért a katolikus hitre és a két koronázó magyar püspöknek esküvel megígérte, hogy az egész országot vissza fogja téríteni a római egyházba. Morvaország, Szilézia és Lausitz (Luzsica, Lužice) elfoglalásával gyarapította országát és a belső békét is helyreállította. Amikor azonban az egyháznak tett ígéretét nem teljesítette, sőt ismét a huszitákhoz pártolt, II. Piusz pápa az egyezséget semmisnek nyilvánította és csak III. Frigyes német-római császár közbenjárására nem sújtotta Podjebrádot egyházi átokkal. II. Pius 1464-ben bekövetkezett halála után utóda II. Pál pápa mégis átokkal sújtotta és keresztes hadat hirdetett ellene.

## Bukása

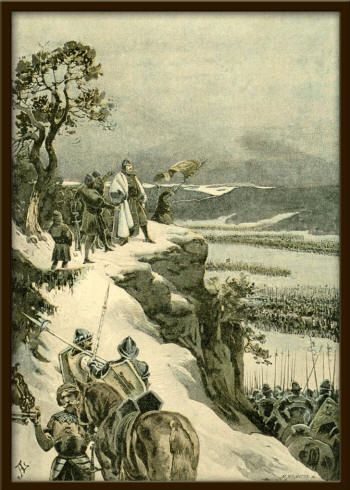
Adolf Liebscher: A bekerített Podjebrád megszemléli Mátyás seregét

Mátyás magyar királynak, aki korábban Podjebrád leányát, az 1464-ben elhunyt Katalint vette feleségül, a cseh rendek felajánlották a koronát, ezért 1468 áprilisában III. Frigyessel szövetkezett és elfoglalta Morvaországot. 1469 elején azonban békét kötött egykori apósával, mely szerint ki fogja békíteni őt az egyházzal. Ennek ellenére Mátyás 1469. május 3-án Csehország királyává koronáztatta magát Brünnben, mire Podjebrád Ulászló lengyel herceget ajánlotta a rendeknek, és a maga fiai számára csak a családi vagyont biztosította. A harc tovább folyt 1471-ig, amikor Podjebrád Mátyással alkudozásokba bocsátkozott, de közben meghalt.

## Gyermekei
- Első féleségétől, Sternbergi Kunigunda (1422–1449), kunstadti (kunštáti) bárónétól, 6 gyermek:
  - Boček (1442–1496) cseh királyi herceg[1]
  - Viktorin (1443–1500) cseh királyi herceg és trónörökös, Morvaország őrgrófja, a sziléziai Münsterberg (Ziębice) és Troppau (Opava) hercege, Glatz grófja, első felesége Pirksteini Margit (1445–1472) bárónő, 1 leány, második felesége Piast Zsófia (1449/53–1478/79) tescheni hercegnő, 3 gyermek, harmadik felesége Palaiologosz Margit (1459/64–1496) montferrati őrgrófnő, 3 leány, összesen hét gyermek, többek között:
    - (Harmadik házasságából): Podjebrád Orsolya (Ursula) (1491/95–1534), a freibergi magdalénás rend apácája
    - (Harmadik házasságából): Podjebrád Apollónia (1492/96–1529), férje Erhard von Queis (1490 körül–1529), a Pomezániai Székeskáptalan lutheránus püspöke, 1 leány:
      - Queisi/Kwisai Mária (1529. március – 1539. január 9.)

  - Barbara (Borbála) (1446–1469/74), 1. férje Jindrich z Lipé (?–1469) báró, a Cseh Királyság főmarsallja, nem születtek gyermekei, 2. férje Johann (Jan) z Ronova Koneckich (Křinecký/Krzinecky) (?–1487 előtt) báró, 2 fiú
  - Henrik (idősebb) (1448–1498) cseh királyi herceg, a sziléziai Münsterberg (Ziębice) hercege I. Henrik néven, felesége Brandenburgi Orsolya (1450–1508), 8 gyermek
  - Katalin (Kunigunda) (1449–1464), férje I. (Hunyadi) Mátyás (1443–1490) magyar király, 1 fiú:
    - Hunyadi N. (fiú) (Buda, 1464. február – Buda, 1464. február) magyar királyi herceg és trónörökös

  - Szidónia (Zdena) (1449–1510), férje III. (Vakmerő) Albert (1443–1500) szász herceg, 8 gyermek, többek között:
    - Szász Katalin (1468–1524), első férje Habsburg Zsigmond (1427–1496) főherceg, Tirol (hercegesített) grófja, nem születtek gyermekei, második férje I. Erik (1470–1540), Braunschweig–Calenberg hercege, 1 leány
    - Szász Frigyes (1474–1510), a Német Lovagrend nagymestere, nem nősült meg, gyermekei nem születtek
- Második féleségétől, Rožmital Johanna (1425–1475) úrnőtől, 5 gyermek:
  - IHenrik (ifjabb) (1452–1492) münsterbergi[2] herceg II. Henrik néven, felesége Wettin Katalin (1453–1534) szász hercegnő, III. Vilmos türingiai tartománygróf és Habsburg Anna lányaként I. Albert cseh és magyar király, valamint Luxemburgi Erzsébet unokája, továbbá Zsigmond cseh és magyar király dédunokája, 2 gyermek
  - Frigyes (1453–1458) cseh királyi herceg
  - György (1454/55–1459/62) cseh királyi herceg
  - Ludmilla (1456–1503), férje I. (Piast) Frigyes (1446–1488) liegnitzi és briegi herceg, 3 fiú
  - János (1456 után–1459) cseh királyi herceg